# NGC 7663
NGC 7663 је ознака објекта на координатама са ректансцензијом 23h 26m 40,0s и деклинацијом - 4° 45" 12'. Открио га је Гаспаре Станислао Ферари, 1865. године. Каснијим посматрањима на том положају није уочен никакав астрономски објекат.